# 同安寮十二庄迎媽祖
同安寮十二庄請媽祖是彰化縣福興鄉、埔鹽鄉的重要宗教活動。
起源：
```
   同安寮名稱起自福建省泉州府同安縣的先民，大量移入開墾並以茅草搭寮為居，飲水思源將落腳的地方繼續使用原鄉名稱，而地理位置於福興鄉與埔鹽鄉境內開枝散葉，形成十二庄之聯庄分布。
```

　後來因用水問題造成庄內械鬥，經同安寮族長迎請媽祖聖駕設壇祈雨解決旱災，各村庄同意往後延續迎請媽祖，「同安寮十二庄請媽祖」民俗活動成為地方民俗文化活動。
　「同安寮十二庄請媽祖」遶境活動由十二庄十五間宮廟輪值辦理，每一年主持繞境活動的宮廟被稱作「大公館」，也是媽祖神像自天后宮被迎請遶境後，第一日晚間駐駕的宮廟。大公館任務重大，必須妥善規劃遶境路線、掌握陣頭隊伍行動、負責接待來自各庄宮廟人員及進香團鄉親，並舉行團拜儀式。
　媽祖駐蹕典禮舉行前，廣場民俗藝陣及傳統陣頭表演輪番上陣，廣場上布袋戲及歌仔戲表演精彩絕倫，進香信眾絡繹不絕，備香案、素果敬獻。第二日遶境隊伍再啟程完成遶境路線，並恭送進香媽回鑾、十二庄各宮廟神尊鑾轎返回各宮廟，即圓滿完成傳承將近2百年的遶境活動。
輪值由來：
遶境天數總共2天，其中第一天會駐駕在行臺大公館也就是舉辦迎媽祖活動的主辦庄頭。以前行臺大公館是每年農曆年初一前，也就是農曆除夕夜子時，由搶先貼香條方式決定大公館，為了避免有些庄頭宮廟沒出任大公館一職而導致難堪且避免同一庄頭連續舉辦導致花費巨甚，因此於民國八十三年後改用輪值方式來決定的。鹿港天后宮公佈欄貼在第一位，就是同安寮十二庄請媽祖今年的大公館。在民國一百零三年時，同安寮十二庄迎媽祖活動正式列為「彰化縣無形民俗文化資產」。，並於民國一百一十年正名為「同安寮十二庄請媽祖」因此未來同安寮十二庄以八大堅持作為活動特色

同安寮十二庄的八大堅持：
1、堅持繞境古道。
2、堅持以古禮、古制請媽祖。
3、堅持請固定神尊:鹿港天后宮的古大媽或進香媽；鹿港新祖宮的同安媽。
4、堅持世襲大總理制度。
5、堅持十二庄十五個角頭為範圍。
6、堅持「十二庄會」共議制。
7、堅持輪值行臺大公館制；同安寮福安宮永為「副駕」；社尾慈安宮、盧厝普安宮永為「小公館」。
8、堅持傳統藝陣；謝絕八家將、鋼管舞、電子琴。

2020年因COVID-19嚴峻，所以召開會議，最終結果停辦。大公館順延一年，2021年大公館還是由新興庄仁興宮主辦。
2025年因原小公館社尾庄慈安宮擔任大公館，第一天路線安排上，最終由番社庄永豐宮擔任小公館並享用午餐。

## 十二庄各庄頭廟奉祀主神&近年活動時間
| 十二庄各角頭廟奉祀主神(依大公館輪值表) | 十二庄各角頭廟奉祀主神(依大公館輪值表) |
| -------------------------------------- | -------------------------------------- |
| 廟宇名稱                               | 主神                                   |
| 中西勢皇聖宮                           | 天上聖母                               |
| 浮景庄富景宮                           | 天上聖母                               |
| 朱李池三千歲                           |                                        |
| 下西勢保安宮                           | 玄天上帝                               |
| 頂西勢仁安宮                           | 朱府二千歲                             |
| 番社村永豐宮                           | 蕭府千歲                               |
| 西勢湖西德宮                           | 五六府千歲                             |
| ＊同安寮福安宮                         | 池府千歲                               |
| 番同埔奉安宮                           | 池府千歲                               |
| 崙雅腳聖和宮                           | 池府千歲                               |
| 新興村仁興宮                           | 馬府大二使公                           |
| 大有村慈賢宮                           | 天上聖母                               |
| 牛埔厝慶安宮                           | 蘇刑清三千歲                           |
| 粿店庄安和宮                           | 丁府千歲                               |
| 小公館社尾庄慈安宮                     | 天上聖母                               |
| 小公館盧厝庄普安宮(興建中)             | 天上聖母                               |

備註:＊表示可二次輪值。同安寮福安宮為同安寮十二庄信仰發源地，因此永為同安寮十二庄迎媽祖活動的「副駕」且享有兩次輪值大公館的機會。
| 2014年 民國103年 甲午年                   | 4月12日 | 3月13日 | 4月13日 | 3月14日 | 頂西勢仁安宮         | 06:00 |
| 2015年 民國104年 乙未年                   | 5月2日  | 3月14日 | 5月3日  | 3月15日 | 番社村永豐宮         | 06:00 |
| 2016年 民國105年 丙申年                   | 4月16日 | 3月10日 | 4月17日 | 3月11日 | 西勢湖西德宮         | 06:00 |
| 2017年 民國106年 丁酉年                   | 4月8日  | 3月12日 | 4月9日  | 3月13日 | 同安寮福安宮         | 06:00 |
| 2018年 民國107年 戊戌年                   | 4月28日 | 3月13日 | 4月29日 | 3月14日 | 番同埔奉安宮         | 06:00 |
| 2019年 民國108年 己亥年                   | 4月13日 | 3月9日  | 4月14日 | 3月10日 | 崙雅腳聖和宮         | 06:00 |
| （2020年 民國109年 庚子年）因COVID-19停辦 |         |         |         |         |                      |       |
| 2021年 民國110年 辛丑年                   | 4月24日 | 3月13日 | 4月25日 | 3月14日 | 新興村仁興宮         | 06:00 |
| 2022年 民國111年 壬寅年                   | 4月9日  | 3月9日  | 4月10日 | 3月10日 | 大有村慈賢宮         | 06:00 |
| 2023年 民國112年 癸卯年                   | 4月29日 | 3月10日 | 4月30日 | 3月11日 | 牛埔厝慶安宮         | 06:00 |
| 2024年 民國113年 甲辰年                   | 4月13日 | 3月5日  | 4月14日 | 3月6日  | 粿店庄安和宮         | 06:00 |
| 2025年 民國114年 乙巳年                   | 4月12日 | 3月15日 | 4月13日 | 3月16日 | 社尾庄慈安宮         | 06:00 |
| 2026年 民國115年 丙午年                   | 月日    | 月日    | 月日    | 月日    | 盧厝庄普安宮(興建中) | 06:00 |
| 2027年 民國116年 丁未年                   | 月日    | 月日    | 月日    | 月日    | 同安寮福安宮         | 06:00 |
| 2028年 民國117年 戊申年                   | 月日    | 月日    | 月日    | 月日    | 中西勢皇聖宮         | 06:00 |
| 2029年 民國118年 己酉年                   | 月日    | 月日    | 月日    | 月日    | 浮景庄富景宮         | 06:00 |
| 2030年 民國119年 庚戌年                   | 月日    | 月日    | 月日    | 月日    | 下西勢保安宮         | 06:00 |
| 2031年 民國120年 辛亥年                   | 月日    | 月日    | 月日    | 月日    | 頂西勢仁安宮         | 06:00 |
| 2032年 民國121年 壬子年                   | 月日    | 月日    | 月日    | 月日    | 番社村永豐宮         | 06:00 |
| 2033年 民國122年 癸丑年                   | 月日    | 月日    | 月日    | 月日    | 西勢湖西德宮         | 06:00 |
| 2034年 民國123年 甲寅年                   | 月日    | 月日    | 月日    | 月日    | 同安寮福安宮         | 06:00 |
| 2035年 民國124年 乙卯年                   | 月日    | 月日    | 月日    | 月日    | 番同埔奉安宮         | 06:00 |
| 2036年 民國125年 丙辰年                   | 月日    | 月日    | 月日    | 月日    | 崙雅腳聖和宮         | 06:00 |
| 2037年 民國126年 丁巳年                   | 月日    | 月日    | 月日    | 月日    | 新興村仁興宮         | 06:00 |
| 2038年 民國127年 戊午年                   | 月日    | 月日    | 月日    | 月日    | 大有村慈賢宮         | 06:00 |
| 2039年 民國128年 己未年                   | 月日    | 月日    | 月日    | 月日    | 牛埔厝慶安宮         | 06:00 |
| 2040年 民國129年 庚申年                   | 月日    | 月日    | 月日    | 月日    | 粿店庄安和宮         | 06:00 |
| 2041年 民國130年 辛酉年                   | 月日    | 月日    | 月日    | 月日    | 社尾庄慈安宮         | 06:00 |

## 遶境路線

### 2019
第一天
鹿港文武廟集合→彰鹿路→中山路→鹿港天后宮 恭請進香媽→鹿港新祖宮 恭請同安媽→中山路→新興街→第一公墓→粿店庄 安和宮→粿店巷→浮景巷→浮景庄 富景宮→浮景巷→社尾街→小公館 社尾村 慈安宮(午餐)→社尾街→番花路→番社村 永豐宮→番花路→番社公墓→大有村 慈賢宮→員鹿路→新興庄 仁興宮→番金路→彰36-1鄉道→大新路2巷→番金路→崙雅腳 聖和宮 行臺大公館 駐駕
第二天
崙雅腳 聖和宮 行臺大公館 起駕→番金路→小巷→大新路→大新路2巷→西勢湖 西德宮→大新路2巷→牛埔厝 慶安宮→大新路2巷→番金路→番同埔 奉安宮→媽祖路→員鹿路→小公館 盧厝 普安庄(午餐)→員鹿路→同安寮 福安宮→員鹿路→下西勢 保安宮→員鹿路→員鹿路二段174巷→中西勢 皇聖宮→員鹿路二段200巷→員鹿路→頂西勢 仁安宮→員鹿路→福鹿橋→青雲路→彰鹿路→中山路→鹿港新祖宮 恭送同安媽→鹿港天后宮 恭送進香媽 安座圓滿

### 2020
因COVID-19停辦

### 2021
第一天
鹿港文武廟集合→彰鹿路→中山路→鹿港天后宮 恭請進香媽→鹿港新祖宮 恭請同安媽→中山路→中山南路→第一公墓→粿店庄 安和宮→粿店巷→浮景巷→浮景庄 富景宮→浮景巷→社尾街→小公館 社尾村 慈安宮(午餐)→社尾街→番花路→番社村 永豐宮→番花路→番社公墓→大有村 慈賢宮→員鹿路→大新路→大新路2巷→西勢湖 西德宮→大新路2巷→西湖路→員鹿路→中興路→新興村 仁興宮 行臺大公館 駐駕
(原訂鹿港新興街古香路因有不便,遶境隊伍更改行走中山南路)
第二天
新興村 仁興宮 行臺大公館 起駕→中興路→員鹿路→番金路→彰36-1鄉道→大新路2巷→永樂路→牛埔厝 慶安宮→永樂路→番金路→崙雅腳 聖和宮→番金路→番同埔 奉安宮→媽祖路→員鹿路→小公館 盧厝 普安庄(午餐)→員鹿路→同安寮 福安宮→員鹿路→下西勢 保安宮→員鹿路→員鹿路二段174巷→中西勢 皇聖宮→員鹿路二段200巷→員鹿路→頂西勢 仁安宮→員鹿路→福鹿橋→青雲路→彰鹿路→中山路→鹿港新祖宮 恭送同安媽→鹿港天后宮 恭送進香媽 安座圓滿

### 2022
第一天
鹿港文武廟集合→彰鹿路→中山路→鹿港天后宮 恭請進香媽→鹿港新祖宮 恭請同安媽→中山路→新興街→護安宮→中山南路→第一公墓→粿店庄 安和宮→粿店巷→浮景巷→浮景庄 富景宮→浮景巷→社尾街→小公館 社尾村 慈安宮(午餐)→社尾街→番花路→番社村 永豐宮→番社街→彰50鄉道→番花路→社尾橋→番花路→員鹿路→同安寮 福安宮→員鹿路→中興路→新興村 仁興宮→中興路→員鹿路→興湖路→農一路→員鹿路→農登路→農三路→大有村 慈賢宮 行臺大公館 駐駕
第二天
大有村 慈賢宮 行臺大公館 起駕→員鹿路→興湖路→農二路→大新路→大新路2巷→西勢湖 西德宮→大新路2巷→永樂路→牛埔厝 慶安宮→永樂路→番金路→崙雅腳 聖和宮→番金路→番同埔 奉安宮→媽祖路→員鹿路→小公館 盧厝 普安庄(午餐)→員鹿路→下西勢 保安宮→員鹿路→員鹿路二段174巷→中西勢 皇聖宮→員鹿路二段200巷→員鹿路→頂西勢 仁安宮→員鹿路→福鹿橋→青雲路→彰鹿路→中山路→鹿港新祖宮 恭送同安媽→鹿港天后宮 恭送進香媽 安座圓滿

### 2023
第一天
鹿港文武廟集合→彰鹿路→中山路→鹿港天后宮 恭請進香媽→鹿港新祖宮 恭請同安媽→中山路→新興街→護安宮→中山南路→第一公墓→粿店庄 安和宮→粿店巷→浮景巷→浮景庄 富景宮→浮景巷→社尾街→小公館 社尾村 慈安宮(午餐)→社尾街→番花路→番社村 永豐宮→番花路→番社公墓→大有橋→大有村 慈賢宮→大新路→大新路2巷→西勢湖 西德宮→大新路2巷→永樂路→牛埔厝 慶安宮 行臺大公館 駐駕
第二天
牛埔厝 慶安宮 行臺大公館 起駕→永樂路→番金路→崙雅腳 聖和宮→番金路→番同埔 奉安宮→番金路→員鹿路→中興路→新興庄 仁興宮→中興路→員鹿路→小公館 盧厝 普安宮(午餐)→員鹿路→同安寮 福安宮→員鹿路→下西勢 保安宮→員鹿路→員鹿路二段174巷→中西勢 皇聖宮→員鹿路二段200巷→員鹿路→頂西勢 仁安宮→員鹿路→福鹿橋→青雲路→彰鹿路→中山路→鹿港新祖宮 恭送同安媽→鹿港天后宮 恭送進香媽 安座圓滿

### 2024
第一天
鹿港文武廟停車場集合→中山路→三山國王廟→城隍廟→財神殿→中山路→鹿港天后宮 恭請進香媽→中山路→文開路→鹿港新祖宫 恭請同安媽→文開路→
中山路→鎮安宮→協贊堂→中山路→新興街→護安宮→新興街→文化街→中山南路→第一公墓→粿店巷→浮景巷→浮景庄富景宮→浮景巷→彰35-1鄉道→番花路→番社村永豐宫→番花路→社尾村慈安宮(午餐)→番花路→番社公墓→大有橋→大有村慈賢宫→員鹿路→新興村仁興宮→員鹿路→同安村福安宮→同安巷→福安橋→南環路→粿店巷→粿店庄安和宮行臺大公館駐駕
第二天
粿店庄安和宮行臺大公館集合→粿店巷→番社街→番花路→番社公墓→大有橋→大新路→大新路2巷→西勢湖西德宮→大新路2巷→永樂橋→永樂路→牛埔厝慶安宮→永樂路→番金路→外崙雅橋→番金路→崙雅腳聖和宮→永平社區→番金路→番同埔奉安宮→媽祖路→盧厝庄普安宮(午餐)→員鹿路→下西勢保安宮→員鹿路→員鹿路二段174巷→中西勢皇聖宮→員鹿路二段200巷→員鹿路→頂西勢仁安宮→員鹿路→福鹿橋→青雲路→彰鹿路→中山路→鎮安宮→協贊堂→中山路→三山國王廟→城隍廟→財神殿→中山路→文開路→鹿港新祖宮 恭送同安媽→文開路→中山路→鹿港天后宮 恭送進香媽 安座圓滿

### 2025
第一天
鹿港文武廟停車場集合→彰鹿路八段→中山路→三山國王廟→中山路→城隍廟→財神殿→中山路→鹿港天后宮 恭請進香媽→中山路→文開路→鹿港新祖宮 恭請同安媽→中山路→協贊堂→鎮安宮→中山路→新興街→護安宮→新興街→文化街→中山南路→第一公墓→粿店巷→粿店庄安和宮→粿店巷→浮景巷→浮景庄富景宮→浮景巷→番社街→番社庄永豐宮(小公館)(午餐)→番花路→番社公墓→大有橋→大有村慈賢宮→大新路→大新路2巷→西勢湖西德宮→興湖路→員鹿路→新興村仁興宮→中興路→員鹿路→番花路→社尾街→社尾庄慈安宮行台大公舘駐駕
第二天
社尾庄慈安宮行台大公館集合→社尾街→番花路→員鹿路→番金路→彰36-1鄉道→永樂橋→彰36-1鄉道→永樂路→牛埔厝慶安宮→永樂路→番金路→外崙雅橋→番金路→崙雅脚聖和宮→永平社區→番金路→番同埔奉安宮→媽祖路→盧厝庄普安宮(小公館)(午餐)→員鹿路→同安寮福安宮→員鹿路→下西勢保安宮→員鹿路→員鹿路二段174巷→中西勢皇聖宮→員鹿路二段200巷→員鹿路→頂西勢仁安宮→員鹿路→福鹿橋→青雲路→彰鹿路八段→中山路→鎮安宮→協贊堂→中山路→三山國王廟→中山路→城隍廟→財神殿→中山路→文開路→鹿港新祖宮 恭送同安媽→文開路→中山路→鹿港天后宮 恭送進香媽